# Bárbara Micheline do Monte Barbosa
Bárbara Micheline do Monte Barbosa (sinh ngày 4 tháng 7 năm 1988), thường được gọi là Bárbara, là một cầu thủ bóng đá người Brazil chơi bóng trong vai trò là thủ môn cho Kindermann và đội tuyển quốc gia Brazil. Bárbara chơi cho các câu lạc bộ ở Ý, Thụy Điển và Đức cũng như ở quê hương Brazil của cô. Kể từ khi ra mắt đội tuyển quốc gia vào năm 2007, cô đã tham gia hơn 30 trận đấu quốc tế cho Brazil. Cô là một thành viên của đội tuyển quốc gia của mình tại ba lần tổ chức Giải vô địch bóng đá nữ thế giới và tại hai lần tại phần thi môn bóng đá nữ thuộc khuôn khổ Thế vận hội.

## Sự nghiệp quốc tế
Tại giải vô địch bóng đá nữ thế giới FIFA U-20 2006, FIFA.com báo cáo rằng thủ môn của Bárbara là một "yếu tố quan trọng" trong đội Brazil, là đội về đích ở vị trí hạng ba. Vào tháng 9 năm 2007 Bárbara có trận ra mắt quốc tế cao cấp trong trận thua 2-1 của Brazil trước Nhật Bản tại Fukuda Denshi Arena, Chiba. Cô được gọi vào đội hình của Brazil trong Thế vận hội Liên châu Mỹ 2007, giải mà cô từng đánh bại cựu chiến binh Andréia Suntaque.
Bárbara là thủ môn ưu tiên số một của Brazil tại Thế vận hội Mùa hè 2008. Cô giành được huy chương bạc khi Brazil thua trận chung kết 1–0 sau thời gian hiệp phụ trong trận đấu với đội tuyển Mỹ. Sau khi Bárbara cuối cùng đưa ra một cái nhìn sâu sắc về sự thiếu phát triển của bóng đá nữ Brazil khi cô tiết lộ cô đã không được câu lạc bộ của cô trả tiền trong sáu tháng.